# Ширинга Олександра Федорівна
Олександра Федорівна Ширинга (Ширінга) (11 березня 1926, тепер Зарічненського району Рівненської області — ?) — українська радянська діячка, новатор сільськогосподарського виробництва, свинарка колгоспу імені Леніна Зарічненського району Рівненської області. Депутат Верховної Ради УРСР 5-го скликання.

## Біографія
Народилася в селянській родині. Закінчила сільську школу.
З 1950-х років — свинарка колгоспу імені Леніна села Морочне Зарічненського району Рівненської області. У 1958 році одержала по 28 поросят від кожної з 12 свиноматок.
Потім — на пенсії у селі Мутвиця Зарічненського району Рівненської області.